# Амленкур
Амленкур (фр. Hamelincourt) насеље је и општина у североисточној Француској у региону Север-Па де Кале, у департману Па де Кале која припада префектури Арас.
По подацима из 2011. године у општини је живело 266 становника, а густина насељености је износила 40,06 становника/km². Општина се простире на површини од 6,64 km². Налази се на средњој надморској висини од 105 метара (максималној 117 m, а минималној 78 m).

## Демографија
| 1962. | 1968. | 1975. | 1982. | 1990. | 1999. | 2011. |
| ----- | ----- | ----- | ----- | ----- | ----- | ----- |
| 245   | 251   | 215   | 210   | 198   | 249   | 266   |

График промене броја становника у току последњих година